# Bistum Banja Luka
Koordinaten: 44° 46′ 31,3″ N, 17° 11′ 42,5″ O
Das Bistum Banja Luka (serbokroatisch Бањалучка бискупија Banjalučka biskupija, lateinisch Dioecesis Bania Lucensis) ist ein römisch-katholisches Bistum in Bosnien und Herzegowina mit Sitz in Banja Luka, welches den gesamten nordwestlichen Teil des Staates umfasst. Es ist als Suffragandiözese dem Erzbistum Vrhbosna unterstellt. Derzeitiger Bischof ist Željko Majić.

## Die historische Lage und Kirchenorganisation
Insgesamt drei Viertel des heutigen Bistums Banja Luka bilden territorial die historische Region der Bosnischen Krajina. Sein Gebiet liegt im Nordwesten Bosniens und ist räumlich identisch mit dem Einzugsgebiet der Flüsse Una, Sana und Vrbas. Im Norden wie auch im Westen grenzt es an Kroatien – wie es im Frieden von Sistowa festgelegt worden war. Diese Grenze ist heute zugleich die Staatsgrenze zwischen Bosnien-Herzegowina und Kroatien. Die Süd- und Ostgrenzen des Bistums waren historisch gesehen beweglich. In der Regel entsprachen sie den Gemeindegrenzen von Srbac, Prnjavor, Četinac, Kotor Varoš, Skender Vakuf und Jajce, sowie der gedachten Linie von Jajce über Bosansko Grahovo zur kroatischen Grenze.
Geschichtlich nannte man die Süd- und Ostgrenzen Türkisch-Kroatien (das sind die Teile Kroatiens, die von den Osmanen erobert worden waren und im Laufe der Geschichte zu Bosnien gerechnet wurden). Diese Regionen gehörten bis zum Mittelalter, in acht Gaue gegliedert, zu Kroatien. Im 14. Jahrhundert gehörten die Gaue Gorica, Dubica, Vrbas und Sana politisch zu Slawonien (Ostkroatien) und kirchlich zum Bistum Zagreb. Zugleich bildete das Bistum Zagreb die Südgrenze des slawonischen Herrschaftsbereichs.
Gegen Ende der königlichen Herrschaft des bosnischen Königs Tvrtko I. im Jahre 1390, kamen weite Teile der Gaue von Vrbas und Sana zu Bosnien, zehn Jahre später auch der größte Teil von Dubica. Von da an bürgerte sich die Bezeichnung Bosnische Krajina ein. Durch die osmanische Eroberung und den Fall der Verteidigungslinien weitete sich das Gebiet von Bosnien in Richtung Nordwesten aus. 1528 fielen Jajce und Banja Luka, 1537 Gradiška und 1538 Bosansko Grahovo, 1557 Bosanski Novi und 1592 Bihać.
Der größte Teil dieses Gebietes gehörte zum Bistum Zagreb, da es in jener Zeit weite Teile des heutigen Nordwestbosniens umfasste. Die Grenze des Bistums verlief im Osten von Bosanski Kobaš an der Save in Richtung Süden zur Ukrina, folgte ihrem Lauf bis in die Höhe von Prnjavor mit dem Gebiet von Kotor Varoš, nördlich von Jajce den Vrbas entlang in nordwestlicher Richtung über Ključ zur Una. Dort traf sie auf die Bistumsgrenze von Knin und stieß nördlich von Bihać an das Bistum Krbava.

## Osmanische Herrschaft
Im osmanischen Machtbereich war die katholische Bevölkerung durch Abwanderung drastisch gesunken. Durch ständige Kriegsverwüstungen in zwei, drei Jahrhunderten verschwand die katholische Bevölkerungsstruktur fast gänzlich, mit ihrer alten čakavischen Mundart ganz aus den Gebieten zwischen Vrbas und Kupa. In diese Gebiete siedelten sich Ende des 15. und 16. Jahrhunderts verstärkt orthodoxe Christen (pravoslavci) aus Alt-Raszien, der Herzegowina, Montenegro und Ostbosnien, sowie Muslime aus dem ganzen Paschalik an. Ein Teil der katholischen Bevölkerung trat, um Leben und Eigentum zu retten, zum Islam über, in besonders starkem Maße gegen Ende des 16. und 17. Jahrhunderts in den Gegenden der Una, bei Bihać und Cazin. Es gab auch Übertritte in die serbisch-orthodoxe Kirche, insbesondere nach der Einführung der Kalenderreform von Papst Gregor XIII. im Jahre 1582. In der Bosnischen Krajina wurde dies besonders in der Gegend zwischen Banja Luka und Mrkonjić Grad verzeichnet. Nach der Eroberung von Kostajnica (70.000 Katholiken) waren unfreiwillige Auswanderungen an der Tagesordnung, welche die Anzahl der Katholiken drastisch reduzierte. Ein Teil der Bevölkerung wurde in die Sklaverei geführt, ein Großteil flüchtete in den Machtbereich der katholischen Habsburger. Im Jahre 1580 lebten dort bereits 40.000 Flüchtlinge. Gegen Ende des 17. Jahrhunderts folgten ihnen aus den Gebieten Una, Sana und Sava weitere rund 50.000 alteingesessene Katholiken. Die massivste Auswanderung aus ganz Bosnien setzte während des Großen Türkenkrieges in den Jahren 1683 bis 1699 nach der Belagerung Wiens ein. 100.000 Katholiken zogen in die freien Teile Kroatiens, Ungarns und Österreichs.
Es gab auch Pfarrer, die ihre Gemeinden in freie Gegenden führten. Zum Beispiel führte Pastor Juro Zgoščanin im Jahre 1686 aus der Pfarrei Zablaća bei Ključ 4.500 Katholiken nach Slawonien. Im amtlichen Bericht an den Heiligen Stuhl spricht der Bosnische Bischof Nikola Ogremić (Olavčić) im Jahre 1672 noch von elf Pfarreien mit 22.252 Katholiken, die übrig blieben. Im Jahre 1708 fand der Visitator Vietri nur noch zwei Pfarreien vor: Banja Luka und Motike.
Schon im Jahre 1735 wurde für die wenigen, verbleibenden Katholiken in Bosnien ein Apostolisches Vikariat gebildet. Es bestand volle 146 Jahre bis zum Ende der Türkenherrschaft im Jahre 1878, was ein Novum darstellte. Die Zahl der Gläubigen nahm zeitweise zahlenmäßig zu, teils durch natürlichen Zuwachs, teils auch durch Rückkehr der zuvor über die Save und Una geflüchteten Katholiken. Durch die Bulle Ex hac augusta von Papst Leo XIII. wurde das Erzbistum Vrhbosna mit Sitz in Sarajevo und das Bistum Mostar-Duvno am 5. Juli 1881 gebildet.
Das Bistum Trebinje-Mrkan in der Ostherzegowina blieb unangetastet und wurde dem Bischof von Mostar anvertraut. Diese Kirchenorganisation besteht auch heute noch. Das Bistum Banja Luka wurde zunächst vom Nuntius in Wien, danach zweimal von Apostolischen Administratoren, dem Erzbischof von Sarajevo Josef Stadler (1883–1884) und Bischof Marijan Marković (1884–1912), verwaltet. Josip Stjepan Garić war der erste residierende Bischof (1912–1946). Es folgte wieder ein Apostolischer Administrator, der Bischof von Skopje, Smiljan Franjo Čekada (1946–1949) und danach die Diözesanbischöfe Dragutin Čelik (1951–1958), Alfred Pichler (1959–1989) und Franjo Komarica, der die Diözese seit dem 13. Juli 1989 leitet. Bei der Gründung des Bistums Banja Luka zählte die Diözese 23 Pfarreien. Die Zahl der Gläubigen wuchs: von 36.000 Gläubigen im Jahre 1884 bis auf 73.000 im Jahre 1910, dies durch natürlichen Zuwachs, aber auch durch Zuwanderung von polnischen, deutschen, tschechischen, italienischen und kroatischen Katholiken und Volksgruppen.

## Zweiter Weltkrieg
Katastrophale Verluste prägten das Bistum. Ein Drittel aller Gemeinden – genau dreizehn – erloschen vollständig (Novi Martinci, Rakovac, Deventina, Gunjera, Stara Dubrava, Šiborska, Kumova, Krnjeuša, Bosanski Petrovac, Bosansko Grahovo, Miljevac, Bosanski Novi und Bosanska Kostajnica), rund 10 weitere Gemeinden wurden erheblich kleiner (Glamoč, Bosanski Aleksandrovac, Nova Topola, Mahovljani, Bosanska Dubica …). Die übrigen mussten schwere Schäden hinnehmen. Neben einer hohen letztendlich niemals genau ermittelten Zahl von toten Gläubigen hatte die Diözese auch den Verlust zahlreicher Priester zu verzeichnen, insgesamt 33 Geistliche starben.

## Das Bistum 1992 bis 1995
Vor Beginn des Bosnienkriegs lebten ca. 120.000 Katholiken im Bistum. 1991 sprachen Bischof Komarica und seine Priester sich entschieden dagegen aus, zu den Waffen zu greifen. Mit Waffengewalt könne nichts gelöst werden, war ihr Tenor. Die überwiegende Mehrzahl der Katholiken hörte auf ihn und widersetzte sich dem Aufruf zur Mobilisation. Diese Weigerung lieferte jenen, die gewaltsam die Macht an sich
gerissen hatten, Ausrede und Vorwand zu den ersten Entlassungen von der Arbeitsstelle, Vertreibungen aus Wohnungen und Häusern, Morden an Zivilpersonen und Priestern. Verschleppungen von Gläubigen und Priestern in Lager sowie unerträglichen Arbeitsdiensten. Mit der Zeit sollte der Terror der jeweiligen Machthaber an Brutalität noch zunehmen. Bischof Komarica richtete während des Krieges unermüdlich Hilferufe und Appelle um Schutz der Gläubigen, aber auch aller anderen Verfolgten an die ganze Welt. Er traf sich ständig mit einheimischen und ausländischen Politikern, mit Vertretern der lokalen Polizei und der serbischen Streitkräfte, sowie mit den Oberhäuptern der Glaubensgemeinschaften und suchte immer wieder – oft unter Lebensgefahr – seine verstreuten Gläubigen auf. Für die Gläubigen im Bistum und auch international wurde er so zur Symbolfigur des gewaltlosen Widerstands und des Sich-nicht-Abfindens mit Destruktion und dem Bösen. Bischof Komarica wurde mehrmals malträtiert und stand siebeneinhalb Monate unter Hausarrest. 400 Katholiken, Zivilpersonen, wurden ermordet. Der größte Teil der Gläubigen verlor im Bistum sein Hab und Gut, insbesondere in den Jahren 1992 und 1993. In den Gebieten der Diözese lebten 1991 etwa 80.000 Katholiken, 1997 lebten gerade noch 6.500 Gläubige im Gebiet des Bistums. Heutzutage sind es ca. 30.000 Gläubige. 98 % der Kirchen, Kapellen wurden beschädigt oder zerstört und 35 % der Kirchen, Klöster und Pfarrzentren vernichtet, die zum Teil nach dem schweren Erdbeben von 1969 erst wieder mit internationaler Hilfe errichtet worden waren. Ein Teil des Kircheneigentums, Immobilien wie bewegliche Güter, wurden konfisziert.

## Bischöfe
- 1882–1884: Joseph Stadler, Apostolischer Administrator
- 1884–1912: Marijan Marković OFM, Administrator
- 1912–1946: Josip Stjepan Garić OFM
- 1946–1951: Smiljan Franjo Čekada, Administrator
- 1951–1958: Dragutin Čelik, Administrator
- 1959–1989: Alfred Pichler
- 1989–2023: Franjo Komarica
- seit 2023: Željko Majić[1]